# قطعنامه ۲۰۸ شورای امنیت
قطعنامه  ۲۰۸ شورای امنیت سازمان ملل متحد که در تاریخ ۱۰ اوت ۱۹۶۵ تصویب شد، سندی بین‌المللی دربارهٔ دیوان بین‌المللی دادگستری است. این قطعنامه طی نشست ۱۲۳۶‌ام 
تصویب شد.